# Allophylus dioicus
Allophylus dioicus är en kinesträdsväxtart som först beskrevs av Nees & Mart., och fick sitt nu gällande namn av Ludwig Radlkofer. Allophylus dioicus ingår i släktet Allophylus och familjen kinesträdsväxter. Inga underarter finns listade i Catalogue of Life.